# Tyne and Wear
Tyne and Wear (IPA: /ˌtaɪn ... ˈwɪər/; Tyne és Wear) Anglia egyik nagyvárosi és ceremoniális megyéje a North East England régióban. Északról és nyugatról Northumberland, délről Durham megyékkel határos. Keletről az Északi-tenger határolja. 1986-ban a megyei tanács megszűnt, azóta a megye kerületei gyakorlatilag önállóak, egységes hatósági jogkörrel rendelkeznek.
A nem-nagyvárosi és ceremoniális megye területe megegyezik. Lakossága 2014-ben 1 118 713 fő volt.

## Története
Az 1888-as közigazgatási reform során a korábban Northumberlandhoz (illetve Durhamhoz) tartozó Newcastle upon Tyne, Gateshead, Sunderland (és 1904-től Tynemouth) megyei jogú városi (county borough) státuszt kapott. Az 1972-es önkormányzati törvény hozta létre a megyét a mai formájában. Az eredeti javaslat szerint neve Tyneside lett volna, de mivel a Wear folyó menti területek is hozzátartoztak, végül a Tyne and Wear elnevezést kapta.
1986-ban egész Angliában megszüntették a nagyvárosi megyei tanácsokat, és a kerületek önállóságot kaptak. A ceremoniális megye továbbra is megmaradt és egyes szolgáltatások (mint a tömegközlekedés - gyorsvasút és kompközlekedés -, tűzoltóság, levéltárak és múzeumok) továbbra is közösek. Tyne and Wear és Northumberland rendőrsége egyesült Northumbria Police néven.

## Földrajza
Tyne and Wear a maga 538 km²-es területével 44. a 48 angol ceremoniális megye között.
A megye az Északi-tengerbe torkolló Tyne és Wear folyók között helyezkedik el, innen kapta nevét is.

## Közigazgatás és politika

Tyne and Wear kerületei

Tyne and Wear területét 5 kerületre (borough) osztják:
1. Gateshead
2. City of Newcastle upon Tyne
3. North Tyneside
4. South Tyneside
5. City of Sunderland

Tyne and Wear 12 képviselőt küld a parlament alsóházába. A 2015-ös választások után ezek közül valamennyi a Munkáspárt jelöltje volt.
A megye legnagyobb települései: Newcastle upon Tyne (289 835 fő), Sunderland (174 286 fő), South Shields (82 854 fő), Gateshead (78 403 fő), Killingworth (49 120 fő), North Shields (31 411 fő), Jarrow (27 526 fő) Monkseaton (19 044 fő), Whickham (16 652 fő), Hebburn (16 492 fő), Blaydon-on-Tyne (14 648 fő), Fulwell (11 604  fő), Longbenton (10 617 fő), Tynemouth (10 472 fő), Wallsend (10 304 fő)

## Híres Tyne and Wear-iek
- Neil Bartlett vegyész
- Cuthbert Collingwood admirális
- Bryan Ferry énekes
- Paul Gascoigne labdarúgó
- Jordan Henderson labdarúgó
- James Herriot állatorvos, író
- Jack Higgins író
- Peter Higgs fizikus
- Arthur Holmes geológus
- Eric Idle színész
- Bob Paisley labdarúgó

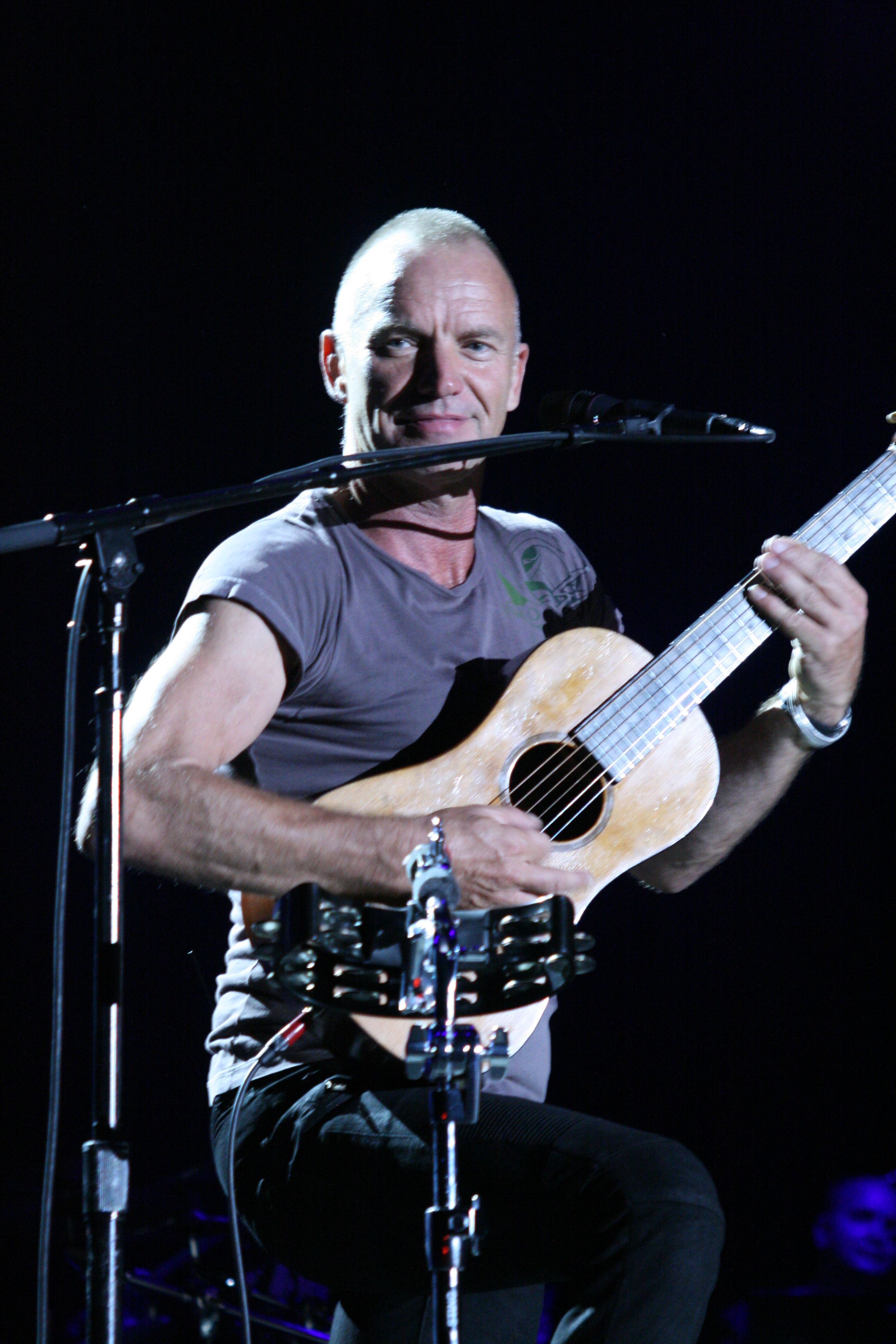
Sting Budapesten (2011)

- Lewis Fry Richardson matematikus, meteorológus

- Flora Robson színész
- Emeli Sandé énekes
- Ridley Scott filmrendező
- Alan Shearer labdarúgó
- Sting énekes
- George Stephenson mérnök
- David A. Stewart zenész
- Joseph Swan fizikus

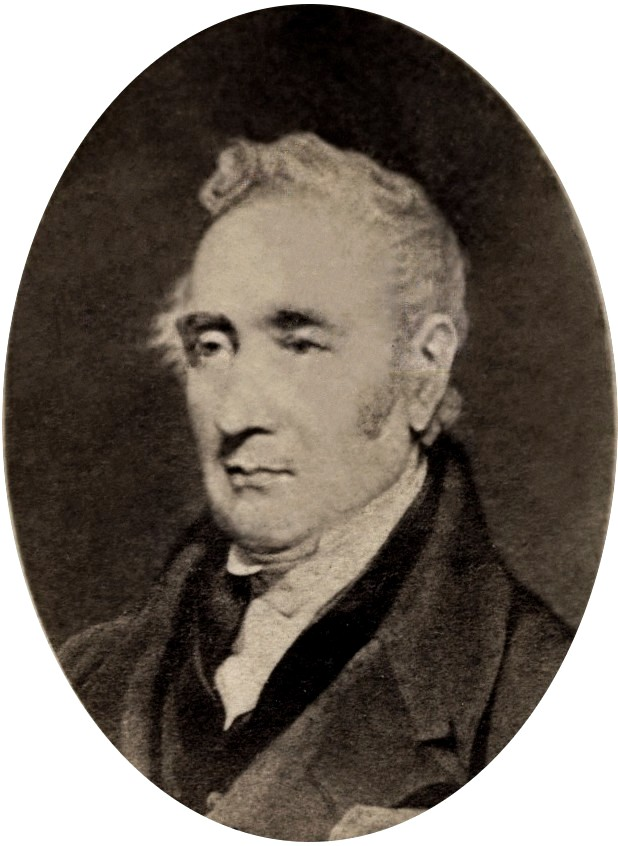
George Stephenson

- Neil Tennant a Pet Shop Boys énekese

## Látnivalók

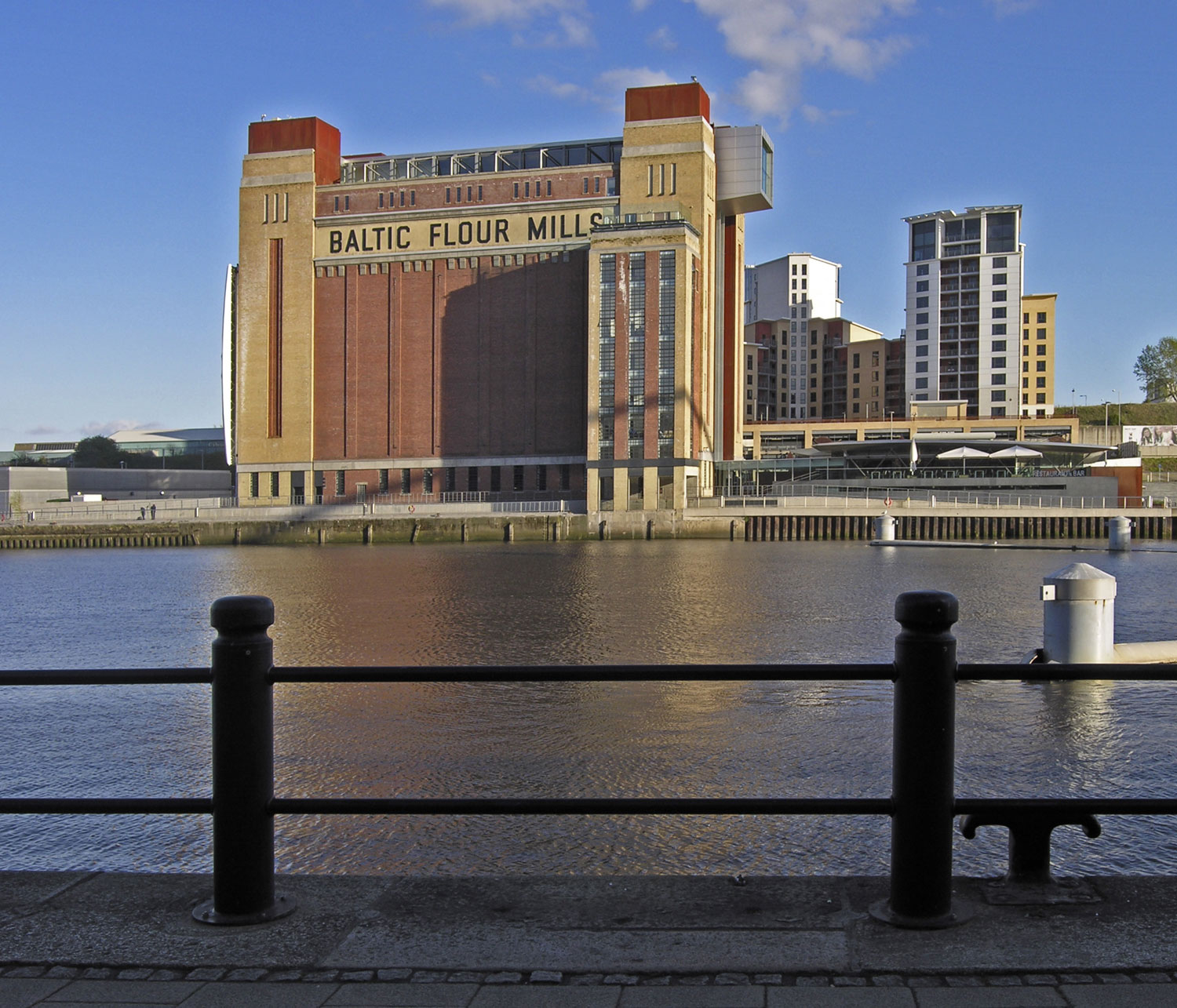
Baltic modern művészeti múzeum
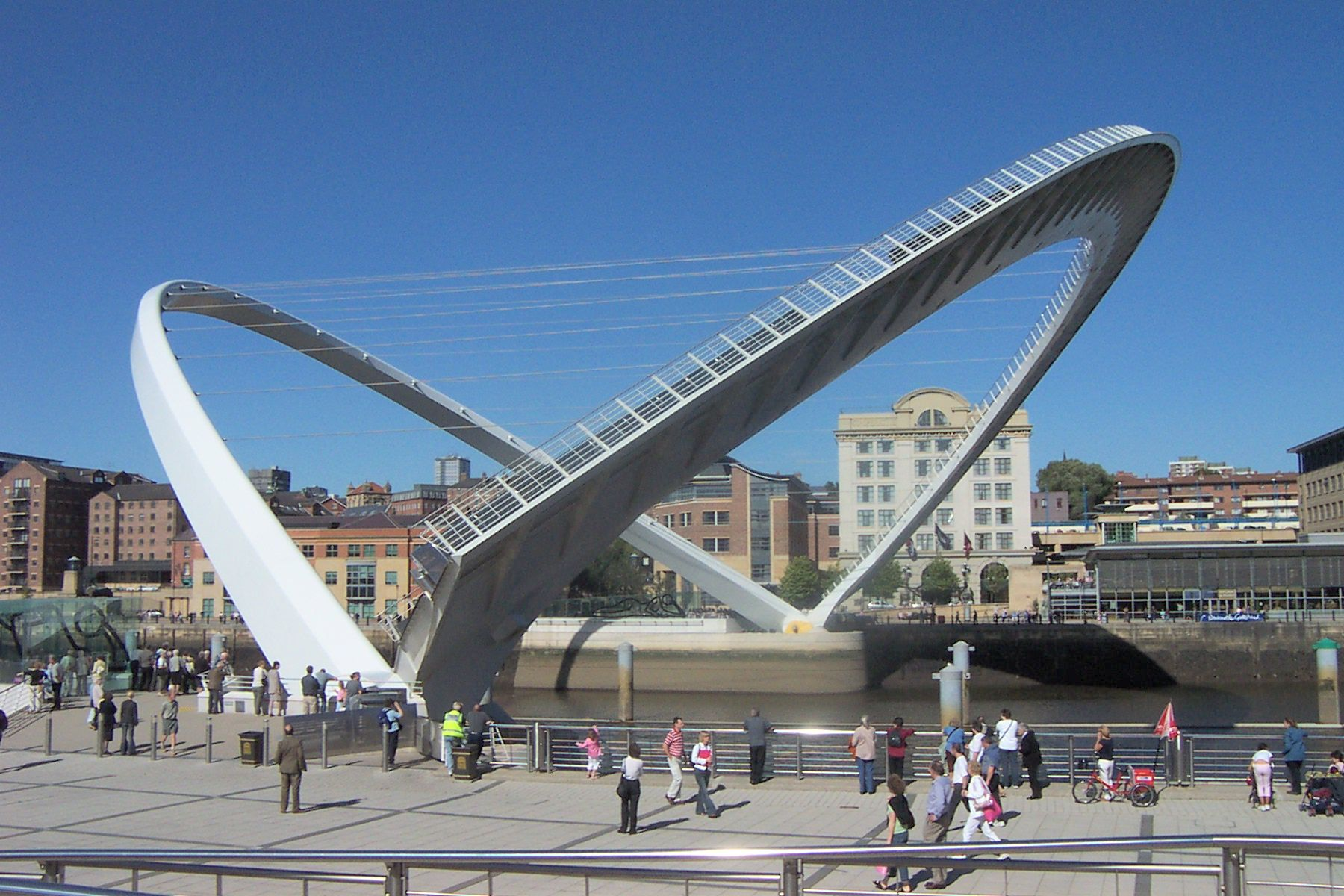
Gatesheadi Millennium híd
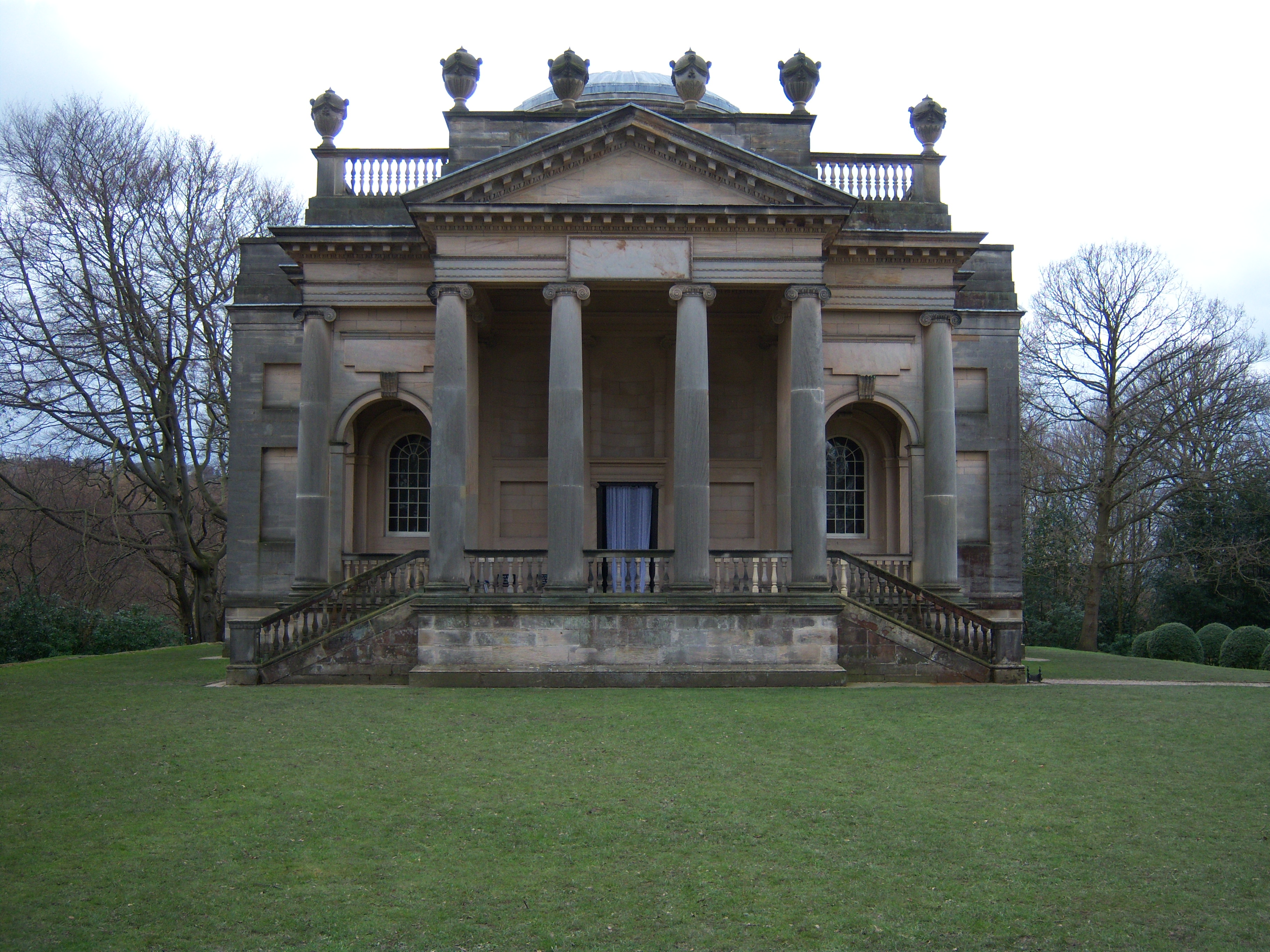
Gibside
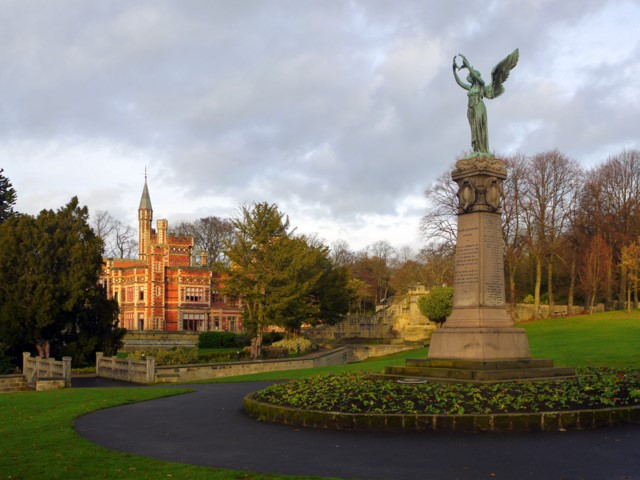
Saltwell Park
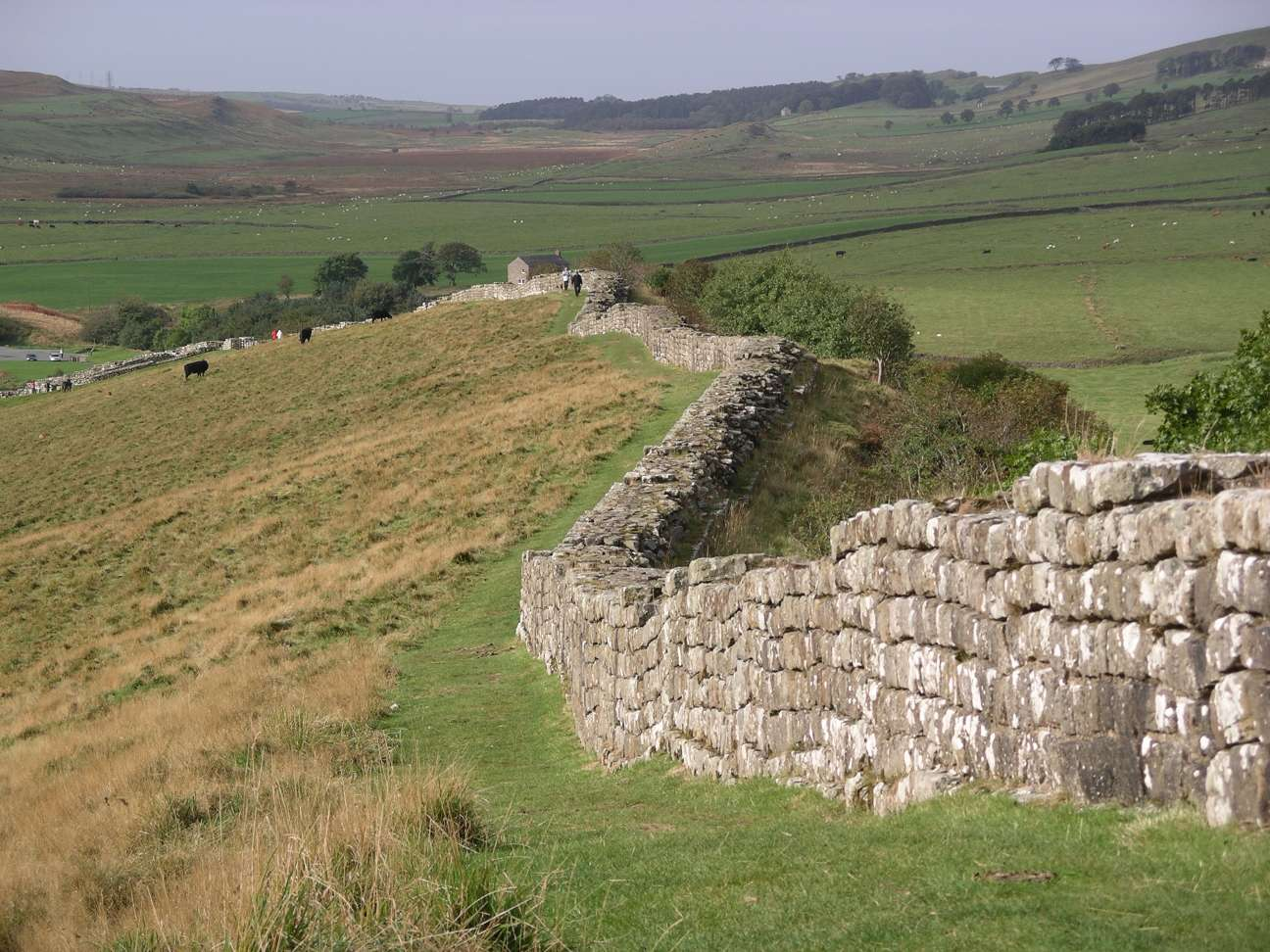
Hadrianus fala
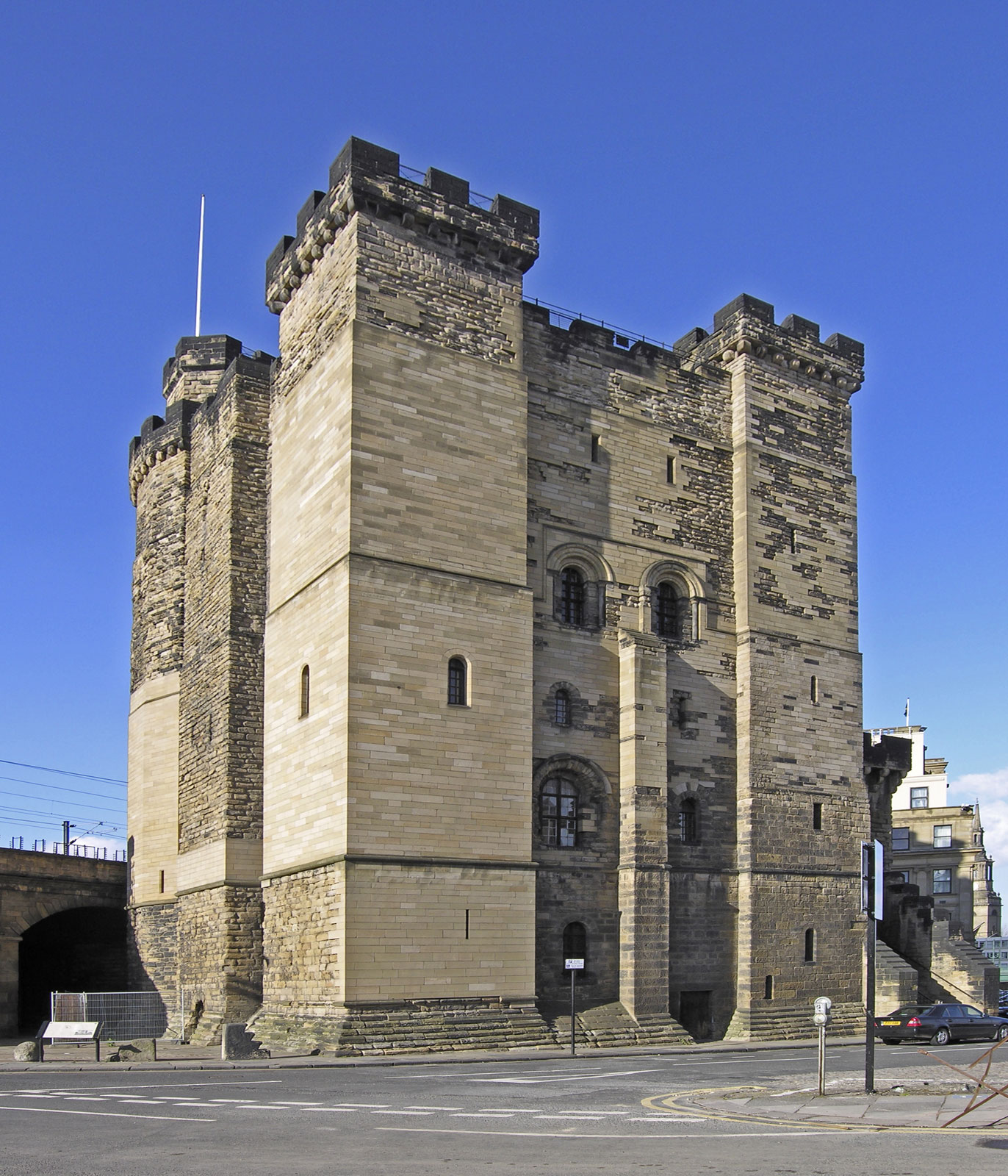
Newcastel upon Tyne vára
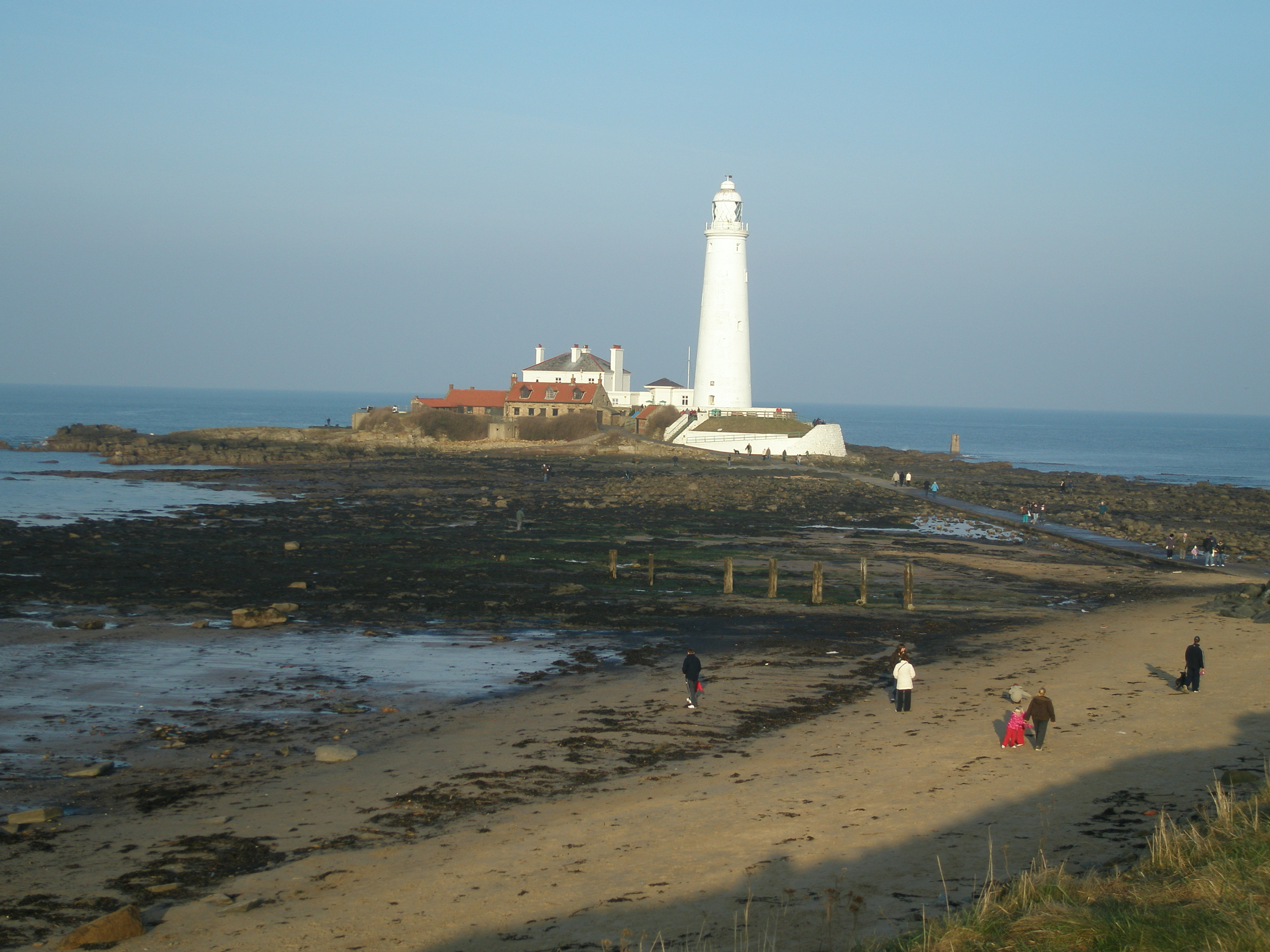
St Mary's Island
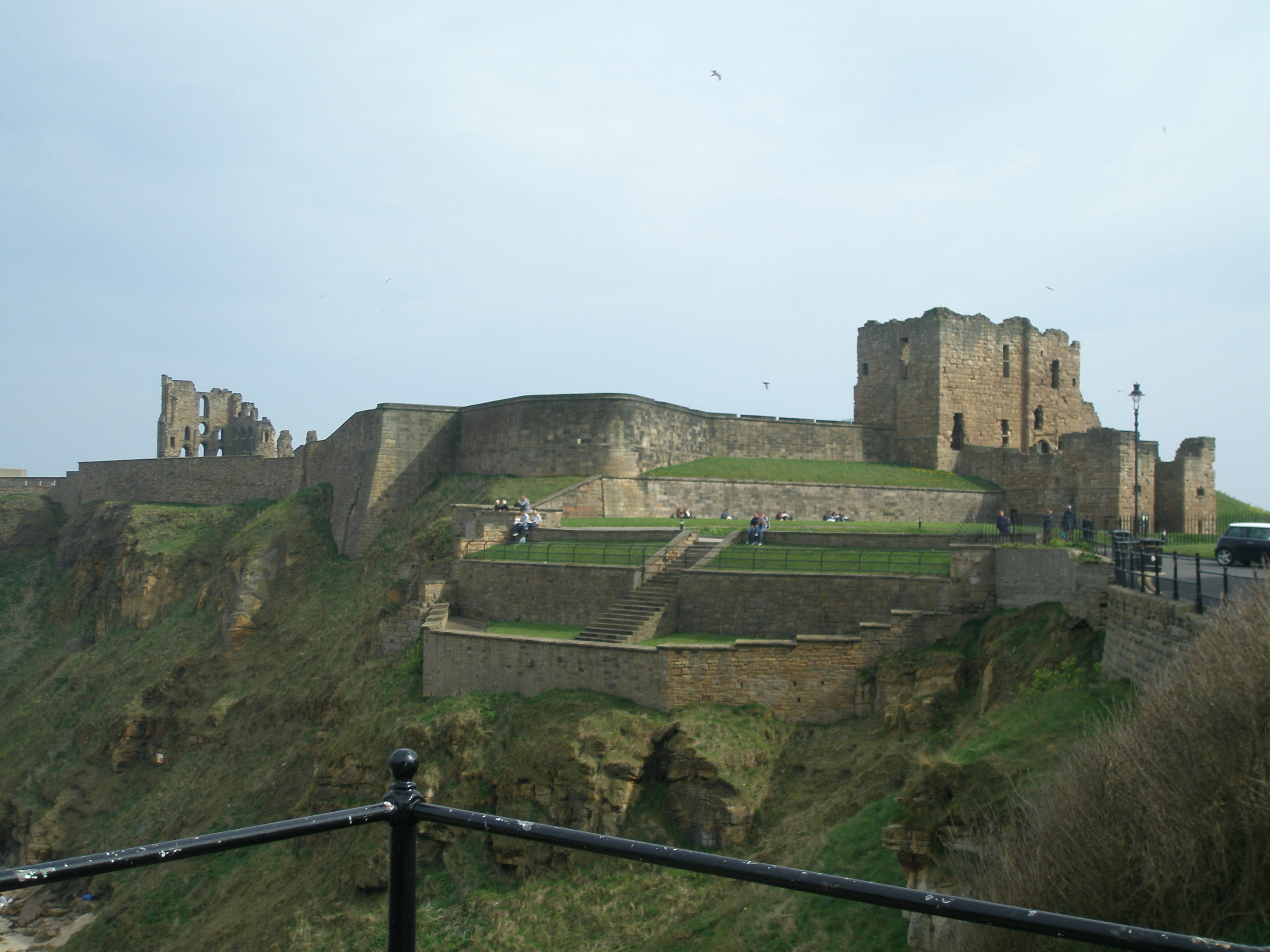
Tynemouth vára
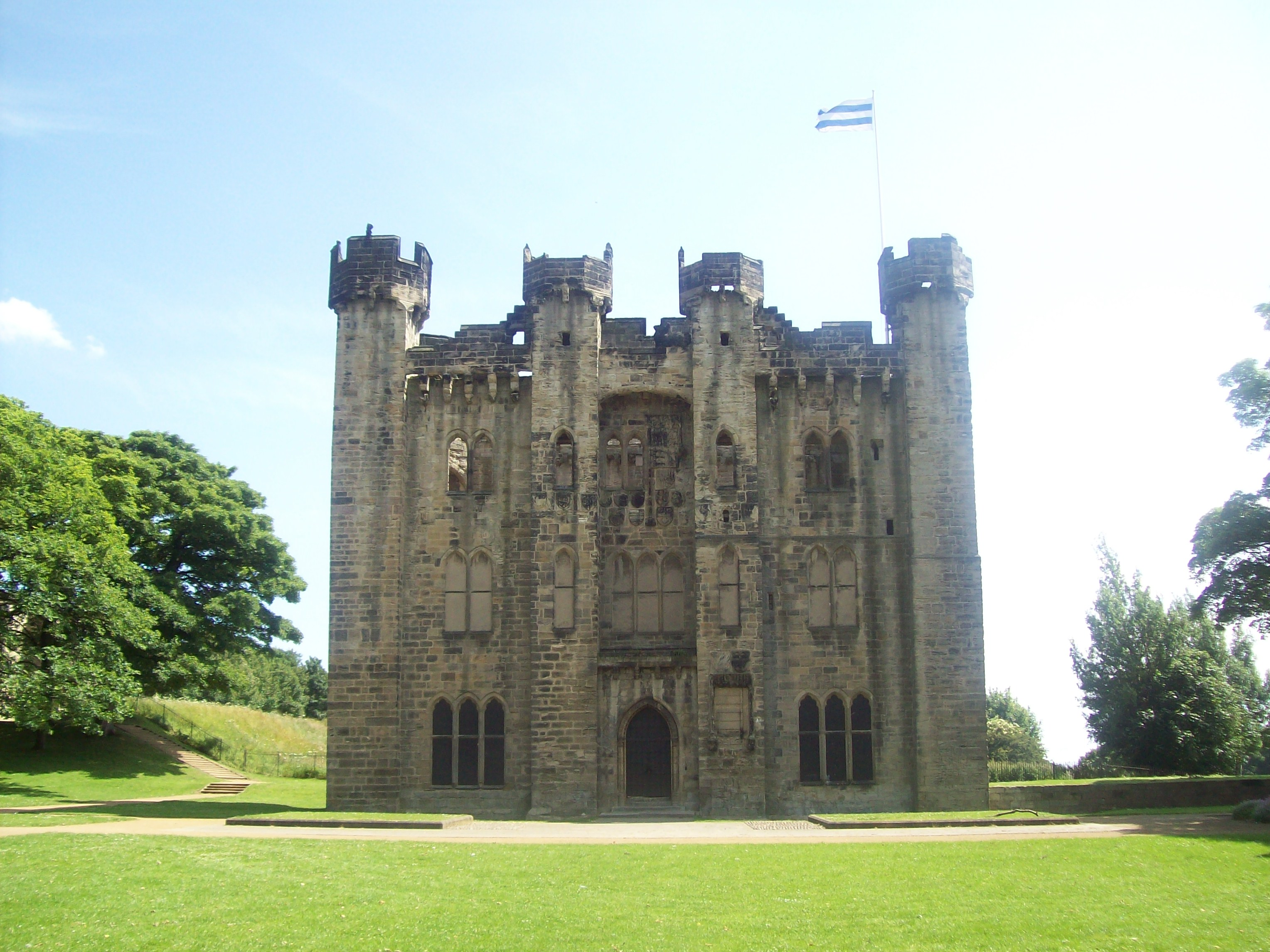
Hylton Castle

## Közlekedés
A megyében 77,5 km hosszúságú, két vonalból álló könnyűvasút hálózat is található.

## Fordítás
- Ez a szócikk részben vagy egészben  a   Tyne and Wear című angol Wikipédia-szócikk ezen változatának fordításán alapul.  Az eredeti cikk szerkesztőit annak laptörténete sorolja fel. Ez a jelzés csupán a megfogalmazás eredetét és a szerzői jogokat jelzi, nem szolgál a cikkben szereplő információk forrásmegjelöléseként.